# 錫瓦斯省 (安卡什大區)

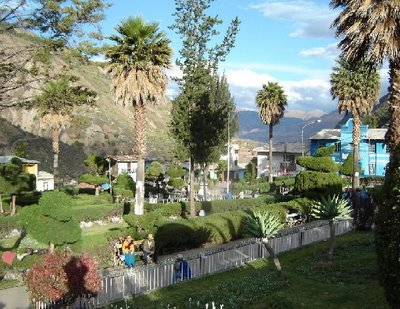

錫瓦斯省（西班牙語：Provincia de Sihuas）是秘魯的省份，位於該國北部安卡什大區，首府是錫瓦斯，始建於1961年1月9日，面積1,456平方公里，2005年人口36,082，人口密度每平方公里24.78人。